# Oberwichterich
Oberwichterich is een plaats in de Duitse gemeente Euskirchen, deelstaat Noordrijn-Westfalen, en telt 333 inwoners.